# 台灣大電鱝
台灣大電鱝，又稱台灣電鰩，俗名雷魚，是板鰓亞綱電鰩目電鰩科的其中一種。

## 分布
本魚僅分布於臺灣南部及西部海域。

## 深度
水深可達300公尺。

## 特徵
本魚體型扁平，體盤寬大，團扇形。前部較寬大，口頗小，齒細小而尖，呈鋪石狀排列。魚體背面淡褐色，無任何斑紋。腹面淡色，具壺腹狀電覺器官。體長可達80公分。

## 生態
本魚為暖水性底棲魚類，游泳力不強，常停棲於沙泥地，或將魚體半埋於沙中。屬肉食性，以甲殼類及環節動物等為食。卵胎生，身體會發電，是危險的海洋生物。

## 經濟利用
多做為下雜魚處理。